# Nowoiwanowskoje
Nowoiwanowskoje (ros. Новоивановское) – osiedle typu miejskiego w Rosji, w obwodzie moskiewskim. W 2010 liczyło 6 003 mieszkańców.